# Идиот (филм, 1958)
Идиот (на руски: Идиот) е съветски цветен игрален филм от 1958 г., базиран на първата част от едноименния роман на Фьодор Достоевски. Най-добрият филм от 1958 г. според списанието "Съветски екран".

## Сюжет
Княз Мишкин (Юрий Яковлев) се завръща в Русия от Швейцария, където е бил лекуван в психиатрична клиника. Във влака, на път за Санкт Петербург, принцът среща Парфен Рогожин, който му разказва за страстната си любов към Настася Пилиповна (Юлия Борисов), бившата слугиня на милионера Тоцки. В Санкт Петербург князът отива в къщата на своя далечен роднина, генерал Епанчина, среща съпруга й, дъщерите й, както и секретаря на генерала Ганя Иволгин. Портрет на Настася Пилиповна, случайно видян на масата на генерала, прави голямо впечатление на княза...

## В ролите
| Роля                        | Актьор             |
| --------------------------- | ------------------ |
| В ролите:                   |                    |
| Княз Мишкин                 | Юрий Яковлев       |
| Настасья Филиповна          | Юлия Борисова      |
| Ганя Иволгин                | Никита Подгорний   |
| Леонид Пархоменко           | Парфьон горожин    |
| Аглая Епанчина              | Раиса Максимова    |
| жената на генерала Епанчина | Вера Пашеная       |
| Генерал Епанчин             | Николай Пажитнов   |
| Нина Александровна Иволгина | Клавдия Половикова |
| Генерал Иволгин             | Иван Любезнов      |
| Варя Иволгина               | Людмила Иванова    |
| Фердишенко                  | Владимир Муравьов  |
| лебедев                     | Сергей Мартинсон   |
| Тоцки                       | Павел Стрелин      |
| Птицин                      | Григорий Шпигел    |
| Зальожев                    | Степан Борисов     |

## Създатели
- Сценарий и продукция: Иван Пириев
- Главен оператор: Валентин Павлов
- Художник: Стален Волков
- Музика: Микола Крюков
- Звуков оператор: Евгения Индлина
- Режисьор: Владимир Семаков
- Костюми: Константин Савицки
- Монтаж: Анна Кулганек
- Грим: Анна Патеновска
- Текст: Михаил Матусовски
- Редактор: Григорий Марямов
- Оператор: Володимир Майбах
- Асистенти: Юрий Данилович, Диляра Восткова, Хюсейн Ахундов, Анатолий Баранов
- Комбинирана стрелба:

```
* Операторът е Борис Арецки
* Художник е Людмила Александровска
```

- Режисьор на картината: Исак Биц
- Диригент: Вероника Дударова (Оркестър на отдел „Филмопроизводство“)

## Интересни факти
Първата серия от филма, базиран на първата част от едноименния роман на Ф. М. Достоевски ("Идиот"). Филмът печели втора награда на Всесъюзния филмов фестивал в Киев през 1959 г. Юрий Яковлев не се съгласи да снима във втората серия на филма, тъй като след заснемането на първата серия той беше в тежко състояние на ума и режисьорът Иван Пириев отказа да приеме ролята на друг актьор. Затова и остана невзето.